# Murray Hill (Kentucky)
Murray Hill és una població dels Estats Units a l'estat de Kentucky. Segons el cens del 2000 tenia 616 habitants.

## Demografia
Segons el cens del 2000, Murray Hill tenia 616 habitants, 282 habitatges, i 161 famílies. La densitat de població era de 1.982 habitants/km².
Dels 282 habitatges en un 23% hi vivien nens de menys de 18 anys, en un 53,2% hi vivien parelles casades, en un 2,8% dones solteres, i en un 42,9% no eren unitats familiars. En el 41,1% dels habitatges hi vivien persones soles el 38,3% de les quals corresponia a persones de 65 anys o més que vivien soles. El nombre mitjà de persones vivint en cada habitatge era de 2,18 i el nombre mitjà de persones que vivien en cada família era de 3,04.
Per edats la població es repartia de la següent manera: un 21,6% tenia menys de 18 anys, un 3,4% entre 18 i 24, un 19,8% entre 25 i 44, un 23,1% de 45 a 60 i un 32,1% 65 anys o més.
L'edat mediana era de 49 anys. Per cada 100 dones de 18 o més anys hi havia 73,7 homes.
La renda mediana per habitatge era de 48.875 $ i la renda mediana per família de 81.826 $. Els homes tenien una renda mediana de 56.667 $ mentre que les dones 40.000 $. La renda per capita de la població era de 29.608 $. Entorn de l'1,2% de les famílies i l'1,9% de la població estaven per davall del llindar de pobresa.

## Poblacions més properes
El següent diagrama mostra les poblacions més properes.